# Typ Rothensee
Der Typ Rothensee ist eine Serie von vier Motorgüterschiffen, die 1953 und 1954 in der VVW Staatswerft Rothensee VEB in Magdeburg-Rothensee in der DDR gebaut wurden. Die Rothensee war das Typschiff und gleichzeitig der erste Neubau für die DSU und die spätere volkseigene Deutsche Binnenreederei nach dem Zweiten Weltkrieg. Die Typbezeichnung erhielten die Schiffe nach dem Namen des ersten Schiffes der Serie. Rothensee ist ein im Norden der Landeshauptstadt Magdeburg gelegener Stadtteil. Die in der DDR verbliebenen drei Schiffe kamen ab 1957 zum VEB Deutsche Binnenreederei Berlin und erhielten neue Registriernummern MS 5 - 358 bis 360 B, wobei MS für Motorschiff steht, 5 – ist die Bezeichnung für Schiffe mit der Länge von 67 Metern und B steht für abgedeckte Laderäume.

## Geschichte
Die Motorgüterschiffe entstanden im Rahmen eines Auftrages von vier, anderen Quellen fünf Schiffen in der volkseigenen Staatswerft Rothensee, die zum Ende der Bauserie nach Etkar André in Schiffswerft „Edgar André“ umbenannt wurde. Der Bau erfolgte in Zusammenarbeit mit der Werft Heinrich Weise in Frohse (Elbe). Das vierte, bisher bekannte Schiff des Typs wurde nach der Fertigstellung 1954 über Binnenwasserstraßen nach Stralsund überführt und den sowjetischen Eignern übergeben und fuhr von dort über die Ostsee mit eigener Kraft in die UdSSR.

## Technik
Die Abmessungen der Schiffe orientieren sich am Groß-Plauer Maß – sie sind 67,00 Meter lang und 8,16 Meter breit. Der Leertiefgang beträgt 0,62 Meter und der maximale zugelassene Tiefgang 2,00 Meter. Angetrieben wurden sie bei Indienststellung von Motoren der Firma SKL Magdeburg. Die Motorenanlage befindet sich im achtern angeordneten Maschinenraum. Dort untergebracht sind auch der Hilfsdiesel zur Stromversorgung, die Hauptschalttafel, die Lenz- und Feuerlöschpumpen sowie weitere Hilfsaggregate und eine kleine Werkbank. Der Laderaum ist durch ein Querschott geteilt. Die Laderaumabdeckung bestand aus Wellblechlukendeckeln aus Aluminium. Sie wurden in Längsrichtung in der Mitte des Schiffes vom Scherbaum getragen und lagen außen auf dem Lukensüll auf. Die einzelnen Lukendeckel wurden per Hand entfernt und gelegt. Nach Umbauten wurden Lukendeckel eingeführt die von Lukensüll zu Lukensüll reichen und mittels einer Hubeinrichtung entfernt und gelegt werden. Die Wohnung für den Matrosen befindet sich im Vorschiff und besteht aus einem Schlafraum mit zwei Kojen, einem kleinen Wohnraum, einer Kochnische und einem WC mit Waschgelegenheit. Die Wohnung des Schiffsführers liegt im hinteren Bereich zwischen dem Laderaum und dem Maschinenraum. Sie besteht aus einem Schlafraum mit Doppelbett, einem Wohnraum, einer Küche und einem Bad. Geheizt und gekocht wurde bis vor einigen Jahren mit Kohleöfen. Das Steuerhaus ist ebenfalls weit achtern angelegt. Ursprünglich mussten die fünf Teile des Steuerhauses bei erwarteten niedrigen Brückendurchfahrten abgebaut bzw. abgeklappt werden. Bei einem späteren Umbau wurde das Ruderhaus absenkbar gestaltet.
Aufgrund der Knappheit von Schleppkraft wurden die Motorschiffe mit einem Schleppgeschirr ausgerüstet und konnten so auf den dafür zugelassenen Wasserstraßen wie den neu eröffneten Havelkanal mit bis zu vier Anhängen eingesetzt werden.

### Schiffe
| Name      | Kennung bei der DSU / DBR    | ENI      | Bemerkung |
| --------- | ---------------------------- | -------- | --- |
| Rothensee | 2-345 B / MS 5 - 358 B       | 04030590 | Tragfähigkeit 800 Tonnen, Heimathafen Magdeburg, später Berlin / Malz, in Fahrt für Navitrans s.r.o. Praha (CZ). Am 28. Oktober 2014 kam es im Bereich der Liegestelle Bergfriede Mittellandkanal Km 269 (nahe der Ortschaft Oebisfelde/Sachsen-Anhalt) zu einem Schiffsunfall. Das havarierte Schiff, beladen mit 817 Tonnen Eisenbarren sank und lag quer in der Fahrrinne. |
| Usedom    | 2-347 B / MS 5 - 359 B       | 04030680 | Tragfähigkeit 824 Tonnen, Heimathafen Stralsund, später Berlin, 1996 abgebrochen |
| Berlin    | 2-349 B / MS 5 - 360 B       | 04030600 | Tragfähigkeit 850 Tonnen, Heimathafen Berlin, 1997 abgebrochen |
| Wollin    | GT (unbekannte Ziffernfolge) |          | Erstellt unter dem Baunamen Wollin, Ablieferung an die UdSSR, 2003 noch im Einsatz |